# Batracomorphus viridis
Batracomorphus viridis är en insektsart som beskrevs av Evans 1935. Batracomorphus viridis ingår i släktet Batracomorphus och familjen dvärgstritar. Inga underarter finns listade i Catalogue of Life.